# Abbas Tabrizian
Abbas Tabrizian, né à Nadjaf en 1962, est un ayatollah iranien, surtout connu pour charlatanisme dans le domaine médical. Selon le journal Al-Monitor (en), ses fatwas circulent largement en Iran comme objet de ridicule.
Tabrizian propose des pratiques relevant de ce qu'il qualifie de « médecine islamique », considérées comme un danger à la santé publique par le ministère chargé de la santé. Parmi les recommandations qu'il adresse à ses fidèles, on peut citer des « préparations de l'utérus », des « traitements pour la débilité mentale » et des variantes de la pratique de détoxification. Il vend ses produits sur sa propre boutique en ligne,.
Selon lui, l'étude des hadiths et un mode de vie conforme à la religion remplacent l'ensemble des traitements médicaux. Il décrit la vaccination comme relevant de la médecine colonialiste.
En janvier 2020, il brûle en public un exemplaire du Harrison's Principles of Internal Medicine (en), ouvrage médical de référence. Ce geste est condamné par les autorités iraniennes et par les hawza. 
En février 2021, il fait à nouveau parler de lui après une déclaration invitant ses fidèles à éviter tout contact avec les personnes ayant reçu l'un des vaccins contre la Covid-19, argumentant que le vaccin les aura rendu homosexuels,,.